# Manu Kurz
Manu Kurz ist ein deutscher Filmkomponist und Produzent.

## Leben
Manu Kurz begann 1995 seine Karriere als Filmkomponist mit dem Kinofilm Japaner sind die besseren Liebhaber, wo er Co-Komponist von Andreas Kirnberger war. Für Stadtgespräch, ebenfalls 1995, komponierte er Songs. Es folgten weitere Kinofilme wie Harald – Der Chaot aus dem Weltall (1996), Frauen lügen nicht (1998) und Schlaraffenland (1999).
Hauptsächlich arbeitet Manu Kurz für Fernsehfilme. Er komponierte z. B. die Soundtracks für die ZDF-Reihe Unter Verdacht mit Senta Berger (Grimme-Preis 2003 und Deutscher Fernsehpreis 2003), Tatort / BR Außer Gefecht, K3 – Kripo Hamburg / NDR und Geht nicht gibt’s nicht / ZDF, mit dem er nominiert war für den Deutschen Fernsehpreis 2003 in der Kategorie „Beste Musik“. Zum zweiten Mal war er für diesen Preis im Jahr 2007 nominiert für die Musik zu Vom Ende der Eiszeit mit Veronica Ferres und Detlev Buck.

## Filmografie (Auswahl)
- 1995: Japaner sind die besseren Liebhaber
- 1995: Harald – Der Chaot aus dem Weltall
- 1998: Frauen lügen nicht
- 1999: Schlaraffenland
- 2000: Brennendes Schweigen
- 2001: Tatort: Und dahinter liegt New York
- 2002: Geht nicht gibt’s nicht
- 2002: Therapie und Praxis
- 2002–2011: Unter Verdacht (Fernsehreihe)
  - 2002:  Verdecktes Spiel
  - 2003:  Eine Landpartie
  - 2004:  Gipfelstürmer
  - 2004:  Beste Freunde
  - 2005:  Das Karussell
  - 2006:  Willkommen im Club
  - 2006:  Atemlos
  - 2006:  Ein neues Leben
  - 2007:  Hase und Igel
  - 2007:  Das Geld anderer Leute
  - 2008:  Brubeck
  - 2008:  Die falsche Frau
  - 2009:  Der schmale Grat
  - 2009:  Tausend Augen
  - 2010:  Laufen und Schießen
  - 2011:  Rückkehr
- 2003: K3 – Kripo Hamburg: Auf dünnem Eis
- 2004: K3 – Kripo Hamburg: Fieber
- 2006: Vom Ende der Eiszeit
- 2006: Tatort: Außer Gefecht
- 2008: Ein riskantes Spiel
- 2008: Tatort: Das schwarze Grab
- 2010: Die Tochter des Mörders
- 2010: Tatort: Der Schrei
- 2014: Let’s go!
- 2016: Nie mehr wie es war
- 2017: Der Polizist, der Mord und das Kind
- 2017: Aufbruch ins Ungewisse
- 2018: Winterherz – Tod in einer kalten Nacht
- 2018: Du bist nicht allein
- 2019: Hartwig Seeler – Gefährliche Erinnerung
- 2020: Freund oder Feind. Ein Krimi aus Passau
- 2021: Hartwig Seeler – Ein neues Leben
- 2022: Tatort: Saras Geständnis
- 2022: Zu jung zu sterben. Ein Krimi aus Passau
- 2022: Der Fluss ist sein Grab. Ein Krimi aus Passau
- 2022: Hartwig Seeler – Im Labyrinth der Rache
- 2024: Zeit zu beten. Ein Krimi aus Passau